# Drummond (Oklahoma)
Drummond – miasto w Stanach Zjednoczonych, w stanie Oklahoma, w hrabstwie Garfield.